# Lychnagalma utricularia
Lychnagalma utricularia is een hydroïdpoliep uit de familie Agalmatidae. De poliep komt uit het geslacht Lychnagalma. Lychnagalma utricularia werd in 1879 voor het eerst wetenschappelijk beschreven door Claus. 